# Nabe Daone
Nabe Daone est un scénariste, réalisateur et président directeur général de l’entreprise audiovisuelle Nabe-Daone, né le 30 mars 1982 à Yaoundé. Il est arrivé dans le monde du cinéma après avoir décroché le 1er rôle dans le long métrage intitulé Mariage Virtuel.

## Biographie
Nabe Daone, de son vrai nom Nyongapsen Ahmed, né le 30 mars 1982 à Yaoundé au Cameroun, est scénariste, réalisateur et patron de la jeune entreprise audiovisuelle et sociale Nabe-Daone Entreprises, passionné par le cinéma.

### Carrière
De 2010 à 2011, il occupe le second rôle dans la série Couple Noir et Blanc d’André Bang, pour le poste de régisseur général et coréalisateur.
De 2012 à 2013, il collabore au scénario du film Monsieur Le Maire du groupe Forest Art, et Au voleur du groupe théâtral Mamessi. 
En septembre 2013, il scénarise et réalise un long-métrage expérimental, lyrique intitulée Passion sélectionnés en hors Compétition officielle au FESPACO 2015.
En Novembre 2013, il co-réalise le court-métrage Jackpot avec Rostand Wandja; sélectionné au festival Un court tournable à Paris en France; aux Ecrans noirs 2014 (Yaoundé). Le film gagne le prix de la meilleure fiction au FICOD 2015.
En juillet 2014, il scénarise et réalise Mon Machin, Chuit et Hum primé au RIFIC 2014 et au KOMANE 2015.
Il est lauréat du concours 10 jours pour un film avec son scenario court Le Code en plus de la sélection en compétition camerounais de son court métrage Hum aux Écrans noirs 2015.[pas clair]
En septembre 2015, il scénarise The Digger, So be it réalisé par Rostand Wandja primé au RIFIC 2015.
En décembre 2015, Hum est en compétition au Festival des films émergents à Lomé au Togo. Et il scénarise Le Vrai Ndem, Lève la Tête pour les productions Jecars Arts Records.
En février 2016, il présente un package de courts métrages au Film Klub du Goethe Institut Kamerun.
Août 2016, il réalise un long métrage Ekop-djam en post production
En juillet 2016, Chuit est en compétition aux Écrans noirs 2016.
Février et avril 2017, So be it primé meilleur montage au KOMANE 2017 (Dschang). Il coproduit le court métrage ASHIA de Françoise Ellong, 2017 (compétition officielle Fespaco 2017).
En 2020, le film Buried est présenté lors du Festival international FEST 2021.

## Filmographie
- 2009 : 20 ans Ferme de Narcisse Mbarga  et Conte de Daniel Ndo.
- 2011 : Couple Noir et Blanc
- 2013 : Passion
- 2014 : Mon Machin
- 2015 : Talk Talk
- 2016 : Ekop-djam
- 2018 : UN (unité nationale)[3]
- 2020 : UM NYOBE  (le mythe fondateur)[4]
- 2021 : ANDRE MARIE MBIDA (le premier homme d’état du Cameroun)[5].

## Voir Aussi